# Challenger de Burnie 2024
El torneo Burnie International 2024 fue un torneo de tenis perteneció al ATP Challenger Tour 2024 en la categoría Challenger 75. Se trató de la 19ª edición; el torneo tuvo lugar en la ciudad de Burnie (Australia), desde el 29 de enero hasta el 4 de febrero de 2024 sobre pista dura al aire libre.

## Jugadores participantes del cuadro de individuales
| Favorito | País                 | Jugador            | Rank1 | Posición en el torneo |
| -------- | -------------------- | ------------------ | ----- | --------------------- |
| 1        | Bandera de Australia | Rinky Hijikata     | 74    | Segunda ronda         |
| 2        | Bandera de Australia | Marc Polmans       | 154   | Cuartos de final      |
| 3        | Bandera de Australia | Adam Walton        | 174   | Segunda ronda         |
| 4        | Bandera de Australia | Tristan Schoolkate | 249   | Primera ronda         |
| 5        | Bandera de Australia | Dane Sweeny        | 257   | Cuartos de final      |
| 6        | Bandera de Japón     | Yasutaka Uchiyama  | 268   | Semifinales           |
| 7        | Bandera de Australia | James McCabe       | 269   | Segunda ronda         |
| 8        | Bandera de Australia | Philip Sekulic     | 274   | Segunda ronda         |

- 1 Se ha tomado en cuenta el ranking del 15 de enero de 2024.

### Otros participantes
Los siguientes jugadores recibieron una invitación (wild card), por lo tanto ingresan directamente al cuadro principal (WC):
- Moerani Bouzige
- Jacob Bradshaw
- Hayden Jones

Los siguientes jugadores ingresan al cuadro principal tras disputar el cuadro clasificatorio (Q):
- Matt Hulme
- Shintaro Imai
- Kokoro Isomura
- Scott Jones
- Takuya Kumasaka
- Yuki Mochizuki

## Campeones

### Individual Masculino
- Omar Jasika derrotó en la final a  Alex Bolt por 6–2, 6–7(2), 6–3

### Dobles Masculino
- Alex Bolt /  Luke Saville derrotaron en la final a  Tristan Schoolkate /  Adam Walton por 5–7, 6–3, [12–10]